# Sposa in rosso
Sposa in rosso és una pel·lícula de 2022 dirigida per Gianni Costantino. S'ha doblat i subtitulat al català.

## Distribució
La pel·lícula es va estrenar als cinemes italians el 4 d'agost de 2022 i es va emetre per primera vegada a la televisió el 27 de novembre del mateix any en hora de màxima audiència a Sky Cinema Uno.

## Producció
La pel·lícula es va rodar a Malta i Pulla entre Martina Franca, Fasano, Acquaviva delle Fonti, Gioia del Colle i Ostuni.